# Allium turkestanicum
Allium turkestanicum — вид рослин з родини амарилісових (Amaryllidaceae); поширений у Казахстані й Узбекистані, Киргизстані, Таджикистані, Туркменістані.

## Опис
Багаторічна рослина. Цибулина майже куляста, 1.5–3 см шириною, з сіруватими оболонками. Стебло 50–100 см заввишки, на 1/4 у гладких або дуже рідко шорстких листових піхвах. Листків 4–6, лінійні, поступово до верхівки звужені, плоскі, 2–10 мм завширшки, на краю шорсткі, значно коротше стебла, швидко в'януть. Зонтик кулястий, густий, багатоквітковий, з майже рівними квітконіжками. Частки оцвітини не блискучі, рожеві, з малопомітною жилкою, ≈ 3 мм завдовжки, майже рівні, тупі, зовнішні, яйцеподібні, човникоподібні, внутрішні еліптичні, звужені до основи. Цвіте в червні — липні.

## Поширення
Поширений у Казахстані й Узбекистані, Киргизстані, Таджикистані, Туркменістані. Зростає в глинистих, піщаних і щебенистих пустельних степах.